# Рубинштейн, Абрам Михайлович
Абра́м Миха́йлович Рубинште́йн (1909—1955) — советский химик-неорганик. Доктор химических наук (1942). Дважды лауреат Сталинской премии (1946, 1951).

## Биография
Родился в г. Борисов в семье рабочего лесопильного завода Михаила (Менделя) Рубинштейна, который примерно в 1915 году вместе с семьей переселился в Казань, где устроился работать на железной дороге. В 1930 году окончил химический факультет Казанского государственного университета, а затем аспирантуру Казанского химико-технологического института им. А. М. Бутлерова. Преподавал в Ленинградском медицинском институте (1931—1934) и одновременно (с 1932 года) под руководством И. И. Черняева работал в Институте по изучению платины и других благородных металлов АН СССР в Ленинграде.
В 1935 году защитил кандидатскую диссертацию и возглавил отдел платины в образованном тогда же Институте общей и неорганической химии Академии наук СССР в Москве (с 1948 года — заведующий лабораторией). В 1942 году защитил докторскую диссертацию. С 1946 году одновременно с научной работой преподавал в Московском институте цветных металлов и золота им. М. И. Калинина.
Умер 10 августа 1955 года в Москве после непродолжительной и тяжёлой болезни.

## Научная деятельность
С 1937 года проводил работу по переработке сульфидных руд северных районов СССР, в частности по технологии выделения металлов платиновой группы из этих руд. Разработал метод получения палладия из вторичных металлов. Основные работы в области химии комплексных соединений и аффинажа благородных металлов. Применил закономерности трансвлияния к реакциям диамминов четырёхвалентной платины с пиридином, что позволило получить ряд новых соединений. В 1947 году осуществил разложение пентамина с образованием нового типа комплексных соединений, названных впоследствии «сверхкомплексными». Исследовал ряд комплексных соединений платины и палладия термографическим методом (1948). Синтезировал и исследовал комплексные соединения двухвалентной платины с диаллиламином (1949). В 1954—1955 гг. внедрил в производство метод отделения платиновых металлов от серебра.

## Премии
- Сталинская премия за выдающиеся изобретения и коренные усовершенствования методов производственной работы (1946) — за разработку и внедрение в производство технологии получения металлов платиновой группы из сульфитных медно-никелевых руд.
- Сталинская премия за выдающиеся изобретения и коренные усовершенствования методов производственной работы (1951) — за разработку и внедрение в производство новой технологии получения вторичных металлов.

## Семья
- Старший брат Рубинштейн, Лазарь Михайлович (1903—11.05.1938) — комсомольский и партийный деятель, делегат XVII съезда ВКП(б). Репрессирован.